# واي اوه ميرفي
واي اوه ميرفي (بالإنجليزية: Yo Murphy)‏ هو لاعب كرة قدم أمريكية ولاعب كرة قدم كندية أمريكي، ولد في 11 مايو 1971 في سان بدروس ‏ في الولايات المتحدة.

## وصلات خارجية
- واي اوه ميرفي على موقع مرجع كرة القدم المحترفة.كوم (الإنجليزية)